# المقامات السرد والأنساق الثقافية
المقامات السرد والأنساق الثقافية هو كتاب ألفه عبد الفتاح كيليطو باللغة الفرنسية،عنوانه الأصلي:Les Séances Récits et codes culturels chez Hamadhani et Hariri، صدر باللغة العربية عن دار توبقال للنشر في طبعته الأولى عام 1983م،,وفي طبعة ثانية سنة 2001، من ترجمة الكاتب عبد الكبير الشرقاوي

## أهم قضايا الكتاب
ركز عبد الفتاح كيليطو في هذا الكتاب على دراسة المقامات باعتبارها جنسا أدبيا قائما بذاته وقد طرح "كيليطو" مفهوم "النص الثقافي" الذي ينفتح على نصوص أخرى ومرجعيات مختلفة يدمجها في بنيته كأنساق ثقافية ، واعتبر المقامة نصا ثقافيا يخضع لأبعاد نسقية كما يخضع لأبعاد جمالية
ويتكون هذا المتن من خمسة مؤلفين : بديع الزمان الهمذاني، وابن شرف القيرواني، وابن بطلان، وابن ناقيا ، وأبو محمد القاسم الحريري . خمسة مؤلفين لا ينتمون إلى مجال جغرافي واحد، إن لم يكن ذلك المجال البالغ الاتساع لـ " مملكة الإسلام ، ولا ينتمون كذلك إلى شريحة تاريخية منسجمة، تتميز بسمات يمكن حصرها بنظرة واحدة لقد عاشوا في القرن الرابع أو الخامس الهجريين
وانطلق الكاتب في دراسته للمقامات من فرضية مفادها أن أي سؤال يطرح على مؤَلف ما يتوجه في الوقت ذاته إلى المؤلفات المعاصره له.
ويمكن إجمال القضايا التي تناولها الكاتب في النقط التالية:
المقامة كجنس أدبي مركّب: يرى كيليطو أن المقامات لا يمكن حصرها في قالب سردي بسيط، بل تُعد نصوصًا متعددة الأجناس، تضم داخلها الخطابة، الشعر، الفقه، الحِكم، والألغاز، وهو ما يمنحها طابعًا موسوعيًا يتجاوز التوصيف المدرسي التقليدي.
العلاقة بين الراوي والبطل: يناقش الكتاب بنية المقامة القائمة على التكرار والتقابل بين الراوي (عيسى بن هشام) والبطل (أبو الفتح الإسكندري)، معتبرًا هذه العلاقة تمثيلاً للهوية المموّهة واللعب السردي، وهو ما يكشف عن وعي مبكر بتقنيات السرد الحديثة.
الأنساق الثقافية والاجتماعية: يفسر كيليطو المقامة بوصفها نصًا يُفصح عن أنساق ثقافية ضمنية مرتبطة بالمجتمع العباسي، مثل تمثيل صورة المثقف المتسوّل، والساخر من السلطة والعلماء، ما يجعل من المقامة مرآة لتحولات اجتماعية وأخلاقية.

## أقسام الكتاب
يتضمن المؤلف ثلاثة أقسام، ففي القسم الأول ربط المؤلِفُ بين مقامات الهمداني ونصوص أدبية أخرى تنتمي إلى أنواع مختلفة، وخلص إلى نتيجة مفادها أن أسفار أبي الفتح الاسكندري تتشابه مع أسفار الجغرافيين أمثال المقدسي والاصطخري وابن حوقل،كما يؤكد كيليطو أن مقامات الهمداني تتفق مع شعر ابن الحجاج وحكاية أبي القاسم لابن المطهر الأزدي، وهذا الاتفاق يتجلى في محاولة نسف بعض السنن الثقافية المتعلقة بالسلوك والقول، في القسم الثاني من الكتاب اعتنى المؤلِّفُ بالمقامة انطلاقا من العلاقة بين التسمية والبنية، بعد تحليل معجمي لكلمة مقامة درس الكيفية التي نظر بها معاصرو الهمداني للمقامة، وذلك من خلال اليتيمة(المقصود بها يتيمة الدهر) للثعالبي وزهر الآداب (والمقصود به زهر الآداب وثمر الألباب للحصري، ورسالة التوابع والزوابع لابن شهيد، أما القسم الثالث فيركز فيه على المشاكل التي تطرحها قراءة الحريري خصوصا ما تعلق بالنجاح الباهر الطي حققته مقاماته، لأنه أفلح في الربط بين ثلاثة عناصر هي: الأدب، واللغة الكلاسيكية، وتطلعات النخبة الثقافية.كما عرض الكاتب بصفة نقدية الخطابات القديمة والحديثة التي أثارتها مقامات الحريري، وركز على مسألة جوهرية وهي مسألة التفسير، حيث نجد عملية صنع الرموز وفك الرموز، وأخيرا درس الباحث وضعية السرد داخل الثقافة العربية،فأبرز العلاقة التي تعقج بين السرد والكذب، وفي خاتمة الكتاب مصير المقامات بمصير الأدب (بالمعنى الثديم)وأوضح بعض المهام التي تقع على عاتق الدارسين لتجديدالمؤلفات الكلاسيكية